# Tonengo
Tonengo ist  eine Fraktion der italienischen Gemeinde (comune) Moransengo-Tonengo in der Provinz Asti (AT), Region Piemont.

## Geographie
Der Ort liegt auf einer Höhe von 430 m s.l.m. in der Hügellandschaft des Monferrato, in Luftlinie etwa 29 km nordwestlich der Provinzhauptstadt Asti, an der Grenze zur Metropolitanstadt Turin.

## Geschichte
Im Februar 2022 stimmten in einem Referendum bei einer Wahlbeteiligung von 48,36 % über 86 % der Bürger von Tonengo für einen Zusammenschluss der Gemeinde mit der Nachbargemeinde Moransengo. Der Regionalrat der Region Piemont stimmte im Dezember 2022 der Gemeindefusion zu. Das Gemeindegebiet umfasste eine Fläche von fünf km². Die Nachbargemeinden waren Aramengo, Casalborgone, Cavagnolo, Cocconato, Lauriano und Moransengo.

## Kulinarische Spezialitäten
Bei Tonengo werden Reben der Sorte Barbera für den Barbera d’Asti, einen Rotwein mit DOCG Status, sowie für den Barbera del Monferrato angebaut.